# ピーテル・ステイン

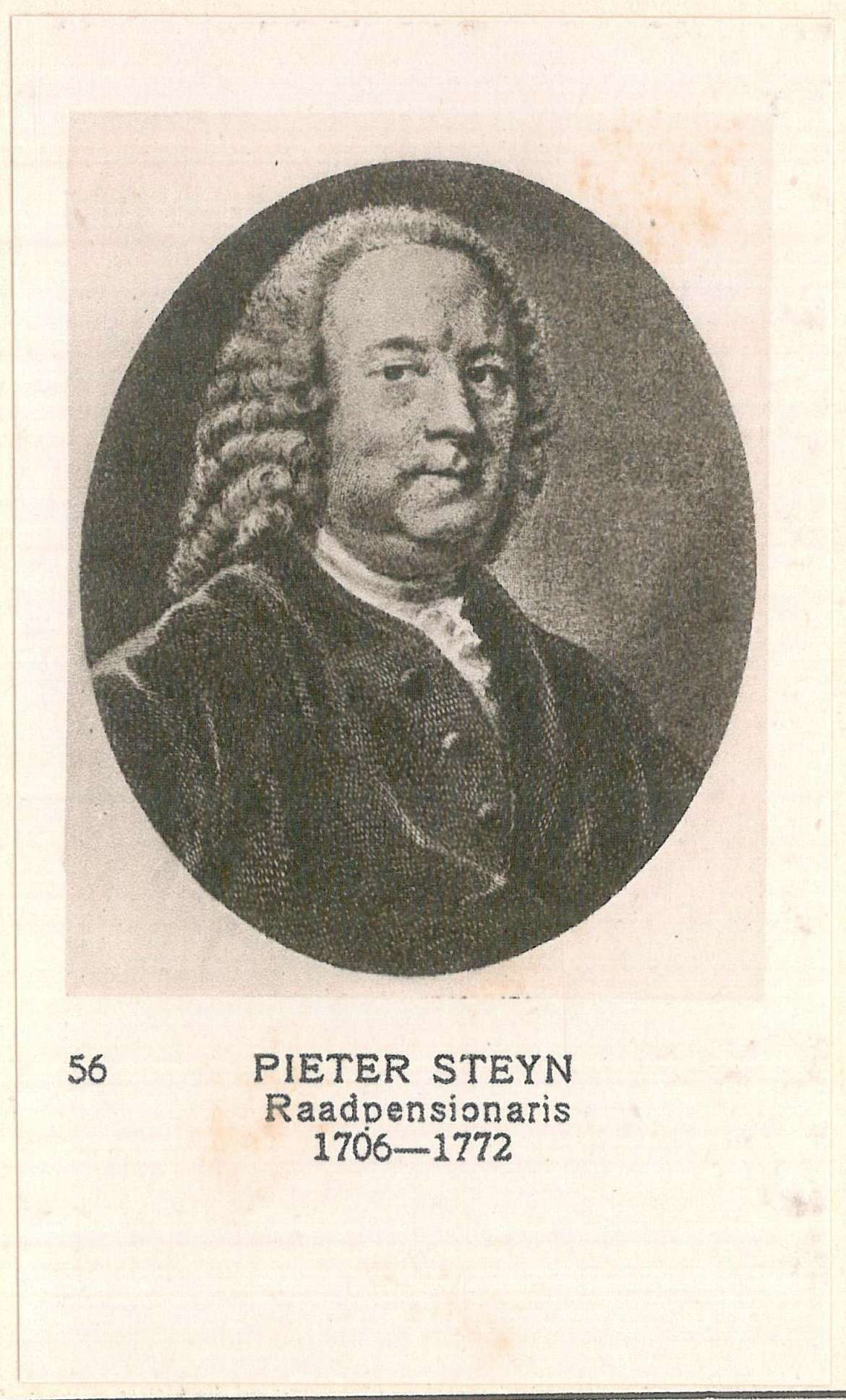

ピーテル・ステイン（オランダ語: Pieter Steyn、1706年10月6日 ハールレム - 1772年11月5日 デン・ハーグ）は、ネーデルラント連邦共和国の政治家。
ハールレム市長アドリアーン・ステイン（Adriaan Steyn）とヨハンナ・パタイン（Johanna Patijn）の息子として、1706年10月6日にハールレムで生まれた。1724年2月から1726年9月までライデンで法律を学んだ。
1727年4月4日にハールレム市の秘書に任命された後、1734年にハールレム市議会議員になり、以降様々な公職に就いた。1747年から1748年にかけてはハールレム市長を務めた。1749年に反オラニエ派のホラント州法律顧問ヤーコブ・ヒレスが辞任すると、ステインは暫定法律顧問を経て1749年7月22日に正式に就任、以降1754年、1759年、1764年、1769年に再選された。ステインは同時代の人々から財政の知識を有したが押しが弱いとの評価がなされ、特に後者がステインの長い在任期間の理由であるとさえ主張された。1772年11月5日に死去すると、デルフト法律顧問ピーテル・ファン・ブレイスウェイクが後任となった。

## 家族
1736年にマリア・アドリアナ・デナイセン（Maria Adriana Denijssen）と結婚したが、1740年にデナイセンと死別すると同年にコルネリア・シェリンヘル（Cornelia Schellinger）と再婚した。2度の結婚とも子宝に恵まれなかった。ステインは遺言状でアーカイブ文書を含む全ての財産をシェリンヘルに与えた。